# Amway Arena
La Amway Arena (anciennement connue sous le nom de Orlando Arena, TD Waterhouse Centre et The Arena in Orlando, et familièrement surnommée O-Rena ou The Jungle) est une salle omnisports (ou aréna) située à Orlando en Floride. 
Elle fait partie de l'Orlando Centroplex, un vaste ensemble situé dans le centre de la ville et réunissant sports et loisirs.
Sa capacité est de 17 461 places pour le basket-ball, de 15 924 pour le football américain en salle et de 15 948 pour le hockey sur glace.
La salle possède 26 suites de luxe mais aucun siège de club.

## Histoire
La Amway Arena est inaugurée le 29 janvier 1989 à l'occasion du spectacle de l'humoriste Bill Cosby. Depuis son ouverture, l'arène a accueilli des dizaines d'artistes emblématiques tels que Jimmy Buffett, Elton John, Billy Joel, Cher, Neil Diamond, Bruce Springsteen, Aerosmith.
Le bâtiment est érigé pour un coût de construction de 110 millions de dollars américains.
En 1991, la salle est élue « Arena of the Year » (Arène de l'année) par le Performance Magazine et « Best Indoor Concert Venue » par la Pollstar Concert Industry Awards.
Le 29 septembre 2006, la ville d'Orlando et le Comté d'Orange trouvent un accord pour la construction d'une nouvelle arène dont le coût est estimé à 480 millions de dollars. Le nouveau bâtiment, l'Amway Center, fait partie d'un vaste chantier visant a revigorer le centre-ville d'Orlando. Dès que la nouvelle salle est construite, l'ancienne Amway Arena est fermée le 30 septembre 2010 et détruite le 25 mars 2012,.

## Appellations
Le bâtiment a connu diverses appellations :
- Orlando Arena (1989-1999) ;
- TD Waterhouse Centre (1999-2006) ;
- The Arena in Orlando (du 1er au 6 décembre 2006).

En 2000, la Banque Toronto-Dominion achète les droits d'appellation pour 7.8 millions de dollars sur cinq ans. Le bâtiment est surnommé  « The Jungle » lors des matchs des Predators d'Orlando et pendant les saisons de football américain en salle (AFL) de 2005 et 2006, Hummer Field at TD Waterhouse Centre.
Le 7 décembre 2006, la société Amway rachète les droits d'appellation du bâtiment qui est alors nommée Amway Arena. Le fondateur d'Amway, Richard DeVos (en) est l'actuel propriétaire de la franchise du Magic d'Orlando.

## Occupations du bâtiment
- Le Magic d'Orlando : équipe masculine de basket-ball qui y dispute ses matchs à domicile en National Basketball Association (NBA) entre 1989 et 2010 ;
- Le Miracle d'Orlando : équipe féminine de basket-ball  (WNBA) entre 1999 et 2002 ;
- Les Predators d'Orlando : équipe masculine de football américain en salle qui y dispute ses matchs à domicile en Arena Football League entre 1991 et 2008 et en 2010 ;
- Les Sharks d'Orlando : équipe masculine de football en salle jouant en Major Indoor Soccer League en 2007 et 2008 ;
- Les Solar Bears d'Orlando : équipe masculine de hockey sur glace jouant en Ligue Internationale de Hockey entre 1995 et 2001 ;
- Les Seals d'Orlando (en) : équipe masculine de hockey sur glace jouant en Atlantic Coast Hockey League\World Hockey Association 2 entre 2002 et 2004 ;
- Les Lightning de Tampa Bay : équipe masculine de hockey sur glace qui y a disputé cinq de ses matchs lors des saisons 1993 et 1994 de la LNH.

## Événements
- NBA All-Star Game 1992, 9 février 1992
- NBA Finals, 1995, 2009
- WNBA All-Star Game 2001, 16 juillet 2001
- Tournoi final de basket-ball de la Southeastern Conference, 1990
- WWE Royal Rumble 1990, 21 janvier 1990
- WWE Armageddon, 14 décembre 2003
- WCW Bash at the Beach, 17 juillet 1994
- PlayStation Pro, octobre 2005
- United States Figure Skating Nationals, 1992
- Concert Maná (Revolución de Amor Tour), 17 octobre 2003
- WWE Hall of Fame, 29 mars 2008
- WWE RAW 13 juillet 2009

## Galerie

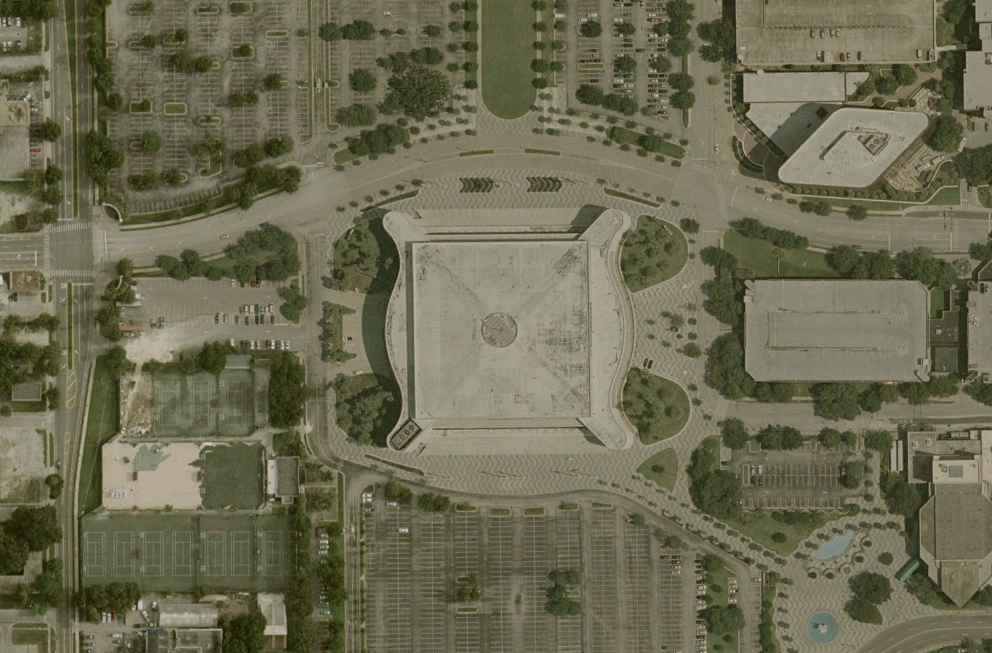
Image satellite
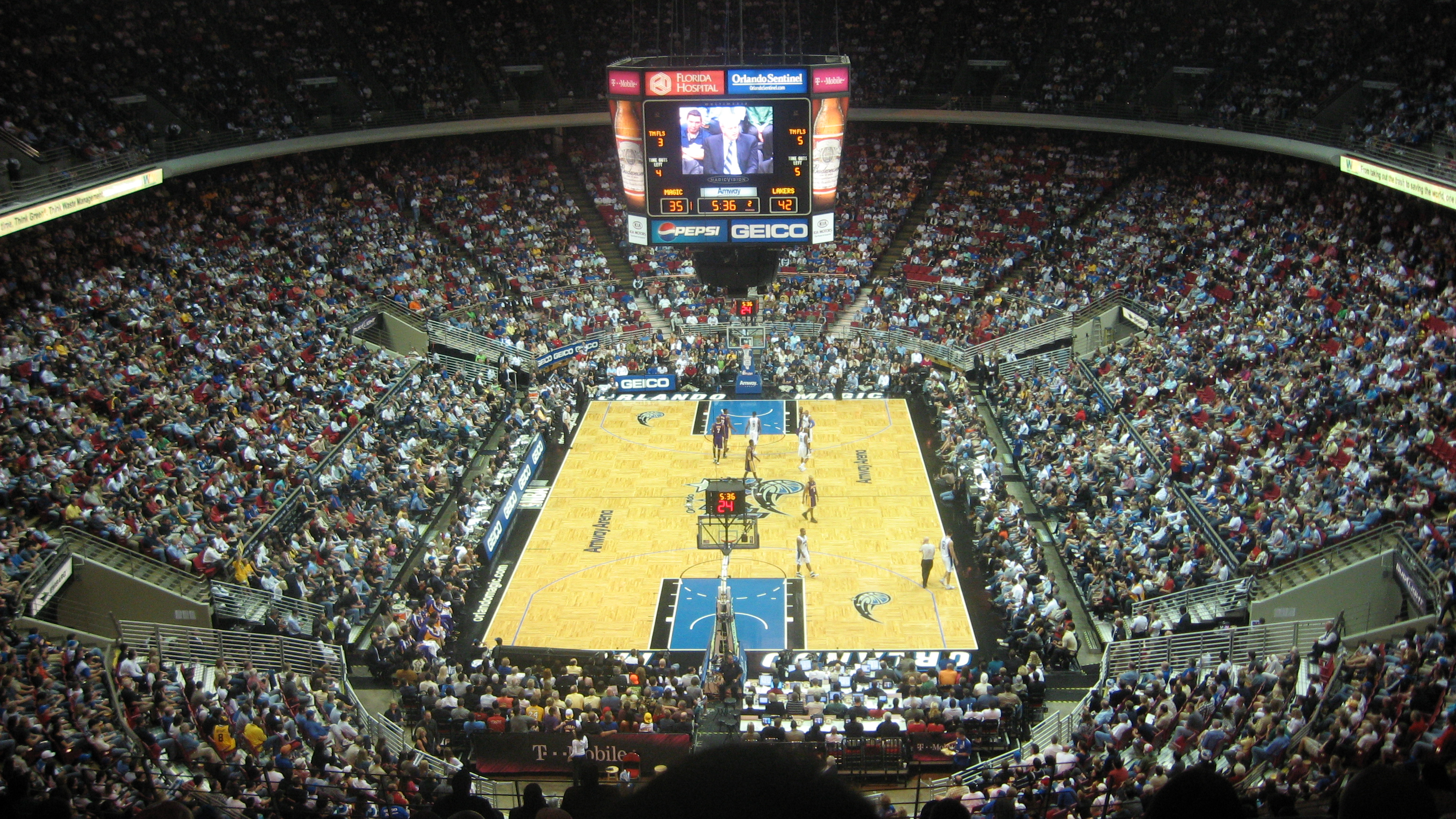
Antre du Magic
Ancien logo